# 메이드 인 이태리 (영화)
"메이드 인 이태리"(영어: Made in Italy)는 2020년 공개된 영국과 이탈리아의 코미디 드라마 영화이다.

## 출연
- 리엄 니슨 - 로버트 포스터 역
- 마이클 리처드슨 - 잭 포스터 역
- 발레리아 빌렐로 - 나탈리아 역
- 린지 덩컨 - 케이트 역
- 마르코 쿠아글리아 - 루이지 역
- 잔 마르코 타바니 - 마르초 역
- 헬레나 안토니오 - 라파엘라 역
- 욜란다 케틀 - 루스 역
- 줄리언 오븐든 - 고든 역
- 첼시 피츠제럴드 - 에이미 역